# Uccle
Uccle (francouzsky) nebo Ukkel (nizozemsky) je jedna z 19 bilingvních obcí v Bruselském regionu v Belgii.
Obec je situována na jihu Bruselu. V jejím sousedství se nachází Bruxelles-ville, Forest, Ixelles, Watermael-Boitsfort, Linkebeek, Rhode-St-Genèse a Drogenbos.
Její rozloha činí 22,9 km², v současné době má 76 821 obyvatel (dle oficiálních statistik k 1. lednu 2008). Hustota zalidnění je tedy 3 349 obyvatel na km². Uccle obývá vysoký počet cizinců (20 834 v lednu 2008).
Je považována za bohatší část města (quartier bourgeois), především pro vysoké nájemné. Na jejím území leží několik parků, které jsou ve dnech volna hojně navštěvované lidmi z celého města.
Barvami obce jsou modrá a bílá.

## Historie
K obci se stahují legendy sahající až k období karlovců. První doložená zmínka o území Wolvendael (poblíž radnice, dnes se zde nachází park) se datuje na rok 1209. V roce 1467 byl založen na území dnešního Ucclu Řád menších bratří z iniciativy Isabely Portugalské. Dále zde nacházely útočiště rodiny (především šlechtické) hledající klid od ruchu hlavního města. Obec si udržovala zemědělský a lesnický charakter.
Na konci osmnáctého století (přesněji roku 1795) se v reakci na francouzskou revoluci a vznik republiky stal Uccle obcí (komunou) se starostou a municipálním shromážděním. Nicméně až roku 1828 bylo vydáno povolení ke stavbě radnice (už pod nizozemskou správou). Následovalo období hospodářského rozvoje zapříčiněné blízkostí dvou cest vedoucích na Brusel a na industriální jih. Nové a větší město bylo vystavěno v rozmezí let 1872-1882. Ve 20. století bylo založeno hned několik městských parků, které napomáhají i přes rozsáhlou urbanizaci nadále udržovat částečně přírodní charakter obce.

## Populace
V roce 1806 obývalo Uccle 3 128 obyvatel, hranici deseti tisíc přesáhla komuna roku 1880. I nadále pokračoval růst obyvatelstva, v roce 1930 činil jejich počet okolo 40 000. V 60. letech 20. století se navýšil stav až na úroveň 70 000 lidí. Tento stav i přes určité odchylky vydržel až do dnešních dnů. Na začátku roku 2008 podle oficiálních statistik žilo na území Ucclu 76 732 obyvatel.

## Politika
Na území Ucclu získává nejvíce voličských hlasů liberální Reformní hnutí (Mouvement réformateur, MR).
MR v legislativních volbách 2007 získalo v kantonu Uccle až 42,53 % hlasů. Významnější zisk hlasů zaznamenala ještě Socialistická strana s 17,04 %, environemntalistické Ecolo s 16,5 % a Humanistický demokratický střed s 12,05 % voličských hlasů. Vlámské strany a strany krajní pravice zůstaly voličsky marginální .
Starostou obce je Armand De Decker.

## Významní obyvatelé
- Salvatore Adamo (* 1943), zpěvák, textař, básník a prozaik
- Jean Améry (Hans Maier) (1912–1978), autor a esejista
- Dedryck Boyata, fotbalista
- Maurits Cornelis Escher (1898–1972), nizozemský grafik
- Lara Fabianová (* 1970), zpěvačka a skladatelka
- Pierre Harmel (1911–2010), právník, politik, diplomat a premiér
- Boris Johnson, Stanley Johnson, Jo Johnson, Rachel Johnsonová, Charlotte Johnsonová Wahlová; britská politická a novinářská rodina zde žila v 70. letech 20. století
- Vincent Kompany (* 1986), fotbalový obránce a manažer, bývalý kapitán belgického národního týmu a současný trenér Burnley
- Mathilde Belgická (* 1973)
- Marianne Merchezová (* 1960), lékařka a astronautka
- Axel Merckx (* 1972), profesionální silniční cyklistický závodník
- Henri Pirenne (1939–2018), politik, senátor, starosta Molenbeeku a profesor ekonomických dějin na Université libre de Bruxelles (ULB)
- Alizée Pouliceková (* 1987), Miss Universe Belgie 2008
- Sybille de Selys Longchamps (* 1941), baronka a aristokratka
- Jacques Tits (1930–2021), matematik
- Henry van de Velde (1863–1957), malíř, architekt a interiérový designér
- Angèle (* 1995), zpěvačka a skladatelka
- Stefanie Windisch-Grätz (1909–2005), zemřela zde

## Zajímavosti
- Uccle je lákavý především pro svůj přírodní a romantický charakter. Nejznámějším městských parkem je Bois de la Cambre (založený roku 1862, rozloha činí 124 ha)
- Na územu Ucclu sídlí Královský meteorologický institut a Belgická královská observatoř
- Tvář mnoha domů v Ucclu ovlivnila vlna secese
- Na území Ucclu se nachází Lycée Jean Monnet, jediná škola v Belgii podléhající francouzskému Ministerstvu národní výchovy
- V Ucclu byl ruskými exulanty vystavěn pravoslavný chrám